# Sylvain Lesca
Pour les articles homonymes, voir Lesca.
Sylvain Lesca est un joueur de rink hockey et international français né le 2 mai 1988. Il évolue actuellement au sein du club de Mérignac.

## Parcours sportif
Il réalise l'ensemble de sa carrière au sein de Merignac, son club formateur.
En 2015, il est sélectionné en équipe de France pour participer à la Coupe des Nations.